# Communauté de communes des Albères, de la Côte Vermeille et de l'Illibéris
La communauté de communes des Albères, de la Côte Vermeille et de l'Illibéris (CC ACVI) est une communauté de communes française, située dans le département des Pyrénées-Orientales et la région Occitanie.

## Historique
La communauté de communes des Albères et de la Côte Vermeille a été créée, par arrêté du préfet des Pyrénées-Orientales daté du 26 décembre 2006, à compter du 1er janvier 2007. Elle résulte de la fusion de la communauté de communes des Albères et de la communauté de communes de la Côte Vermeille. Le nouvel ensemble comprend 12 communes et un peu plus de 40 000 habitants.
Le 1er janvier 2014, la communauté de communes du secteur d'Illibéris est dissoute et intégrée dans la Communauté de communes des Albères et de la Côte Vermeille, intégrant de fait les communes de Bages et Ortaffa et portant le nombre de communes à 14. La commune d'Elne intègre également la structure.
En 2016, les statuts sont modifiés pour changer la dénomination en « Communauté de communes des Albères, de la Côte Vermeille et de l'Illibéris ».

### Géographie

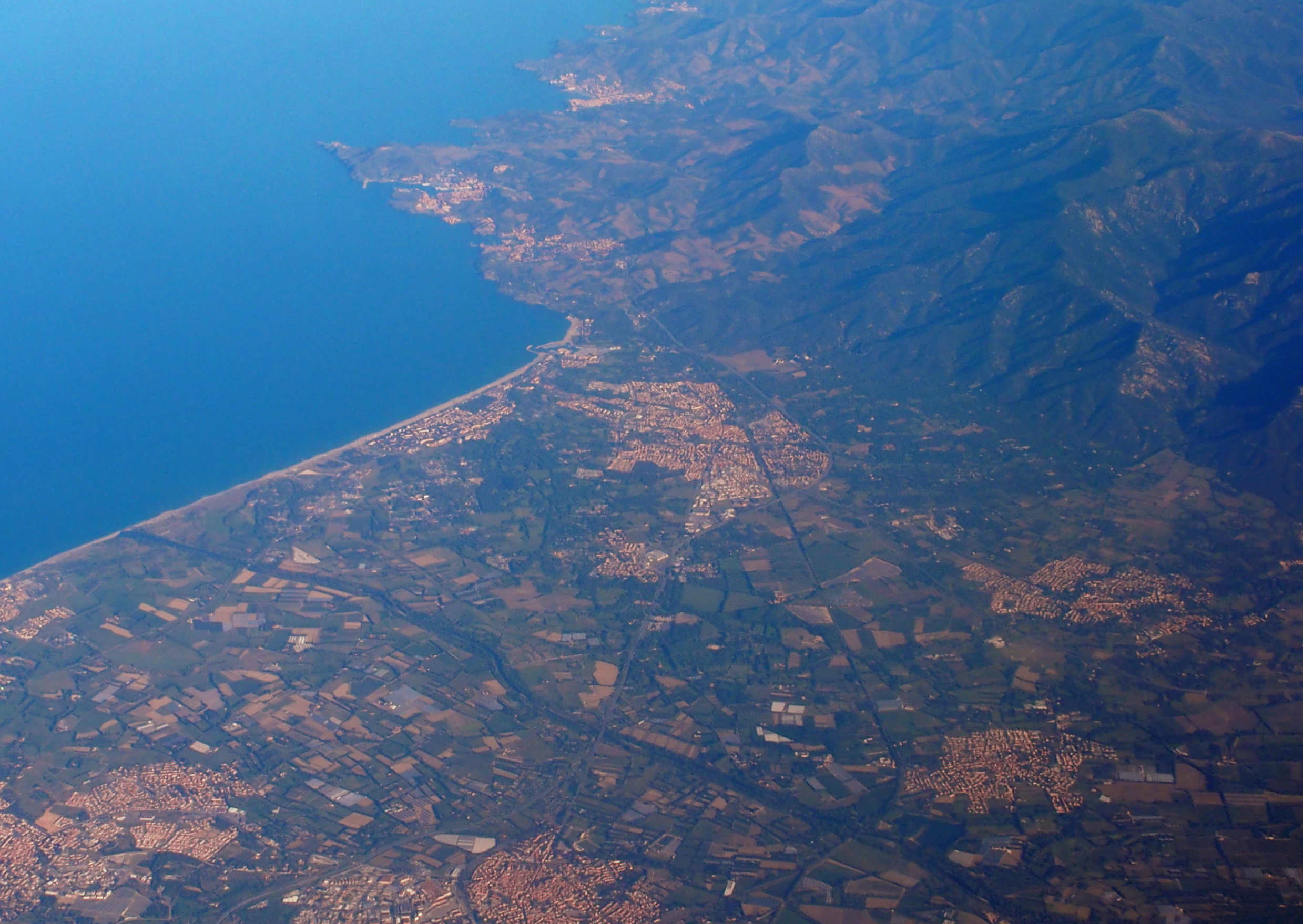
Vue aérienne de la Communauté de communes des Albères et de la Côte Vermeille (2016) : Argelès-sur-Mer(au centre), avec autour Port-vendres, Collioure, Saint-André, Palau-del-Vidre, Elne, Latour-bas-Elne en partant au-dessus, à droite, en bas et en bas à gauche).

## Territoire communautaire

### Composition
La communauté de communes est composée des 15 communes suivantes :

| Nom                       | Code Insee | Gentilé         | Superficie (km2) | Population (dernière pop. légale) | Densité (hab./km2) |
| ------------------------- | ---------- | --------------- | ---------------- | --------------------------------- | ------------------ |
| Argelès-sur-Mer (siège)   | 66008      | Argelésiens     | 58,67            | 10 779 (2022)                     | 184                |
| Bages                     | 66011      | Bagéens         | 11,95            | 4 519 (2022)                      | 378                |
| Banyuls-sur-Mer           | 66016      | Banyulencs      | 42,43            | 4 583 (2022)                      | 108                |
| Cerbère                   | 66048      | Cerbériens      | 8,18             | 1 213 (2022)                      | 148                |
| Collioure                 | 66053      | Colliourencs    | 13,02            | 2 637 (2022)                      | 203                |
| Elne                      | 66065      | Illibériens     | 21,29            | 9 479 (2022)                      | 445                |
| Laroque-des-Albères       | 66093      | Rocatins        | 20,51            | 2 245 (2022)                      | 109                |
| Montesquieu-des-Albères   | 66115      | Montesquivains  | 17,06            | 1 283 (2022)                      | 75                 |
| Ortaffa                   | 66129      | Ortaffanéncs    | 8,49             | 1 889 (2022)                      | 222                |
| Palau-del-Vidre           | 66133      | Palauiencs      | 10,41            | 3 232 (2022)                      | 310                |
| Port-Vendres              | 66148      | Port-Vendrais   | 14,77            | 3 976 (2022)                      | 269                |
| Saint-André               | 66168      | Andréens        | 9,73             | 3 395 (2022)                      | 349                |
| Saint-Génis-des-Fontaines | 66175      | Saint-Génisiens | 9,9              | 2 985 (2022)                      | 302                |
| Sorède                    | 66196      | Sorédiens       | 34,54            | 3 500 (2022)                      | 101                |
| Villelongue-dels-Monts    | 66225      | Villelonguiens  | 11,55            | 1 917 (2022)                      | 166                |

### Démographie
| 1968   | 1975   | 1982   | 1990   | 1999   | 2008   | 2013   | 2018   |
| ------ | ------ | ------ | ------ | ------ | ------ | ------ | ------ |
| 34 038 | 34 794 | 37 789 | 42 912 | 48 119 | 52 052 | 54 126 | 55 610 |

## Administration

### Siège
Le siège de la communauté d'agglomération est situé à Argelès-sur-Mer.

### Les élus
Le conseil communautaire de la communauté d'agglomération se compose de 50 conseillers, représentant chacune des communes membres et élus pour une durée de six ans.
Ils sont répartis comme suit :
| Nombre de conseillers | Communes                                                                                          |
| --------------------- | ------------------------------------------------------------------------------------------------- |
| 8                     | Argelès-sur-Mer                                                                                   |
| 7                     | Elne                                                                                              |
| 4                     | Banyuls-sur-Mer, Port-Vendres                                                                     |
| 3                     | Bages, Palau-del-Vidre, Saint-André, Saint-Génis-des-Fontaines, Sorède                            |
| 2                     | Cerbère, Collioure, Laroque-des-Albères, Montesquieu-des-Albères, Ortaffa, Villelongue-dels-Monts |

### Présidence
Le bureau communautaire est composé du président et de 14 vice-présidents.
| Commune                   | Nom                    | Parti | Parti | Fonction            | Conseillers |
| ------------------------- | ---------------------- | ----- | ----- | ------------------- | ----------- |
| Argelès-sur-Mer           | Antoine Parra          |       | DVG   | Président           | 08          |
| Bages                     | Marie Cabrera          |       | SE    | 10e vice-présidente | 03          |
| Banyuls-sur-Mer           | Jean-Michel Solé       |       | DVD   | 13e vice-président  | 04          |
| Cerbère                   | Christian Grau         |       | SE    | 5e vice-président   | 02          |
| Collioure                 | Guy Llobet             |       | DVG   | 12e vice-président  | 02          |
| Elne                      | Nicolas Garcia         |       | PCF   | 14e vice-président  | 07          |
| Laroque-des-Albères       | Christian Nauté        |       | DVD   | 11e vice-président  | 02          |
| Montesquieu-des-Albères   | Hervé Vignery          |       | LR    | 6e vice-président   | 02          |
| Ortaffa                   | Raymond Pla            |       | PRG   | 1er vice-président  | 02          |
| Palau-del-Vidre           | Bruno Galan            |       | SE    | 7e vice-président   | 03          |
| Port-Vendres              | Grégory Marty          |       | REG   | 8e vice-président   | 04          |
| Saint-André               | Samuel Moli            |       | SE    | 3e vice-président   | 03          |
| Saint-Génis-des-Fontaines | Nathalie Regond-Planas |       | SE    | 2e vice-présidente  | 03          |
| Sorède                    | Yves Porteix           |       | LREM  | 9e vice-président   | 03          |
| Villelongue-dels-Monts    | Christian Nifosi       |       | DVG   | 4e vice-président   | 02          |

| Période          | Période      | Identité       | Étiquette | Qualité                                                 |
| ---------------- | ------------ | -------------- | --------- | ------------------------------------------------------- |
| 1er janvier 2007 | juillet 2020 | Pierre Aylagas | PS        | Député (2012-2017), maire d'Argelès-sur-Mer (2001-2016) |
| 13 juillet 2020  | En cours     | Antoine Parra  | DVG       | Maire d'Argelès-sur-Mer (2016-)                         |

### Compétences

#### Compétences obligatoires
- aménagement de l’espace communautaire et développement économique d’intérêt communautaire ;
- voirie d’intérêt communautaire ;
- élimination des déchets des ménages et assimilés ;
- politique du logement social et actions en faveur du logement.

#### Compétences optionnelles les plus significatives
- entretien du réseau d’éclairage public ;
- collecte et traitement de l’assainissement collectif et contrôle du non collectif ;
- production et distribution de l’eau potable ;
- chantiers d’insertion pour l‘entretien des berges de certaines rivières ;
- organisation  des loisirs et temps libres pour les 6-18 ans ;
- accueil des enfants de moins de 6 ans ;
- création d’équipements à vocation sportive ou culturelle d’intérêt communautaire dont le coût d’investissement sera égal ou supérieur à 1 000 000 € HT ;
- bibliothèques d’Argelès-sur-Mer, Collioure, Port-Vendres, Saint-André, Palau-del-Vidre, Laroque-des-Albères et Soréde.

### Régime fiscal et budget
Le régime fiscal de la communauté d'agglomération est la fiscalité professionnelle unique (FPU).